# لاجامال
كان لاجامال أو لاجامار (بالأكدية: "لا رحمة") إلهًا من بلاد ما بين النهرين مرتبطًا بشكل رئيسي بدلبات (تل الديلم الحديثة). كان يتم عبادة شكل أنثوي من اللجامال في منطقة تيرقا على نهر الفرات في بلاد ما بين النهرين العليا. كما تم إدخال ذَكر لاجامال في وقت ما إلى آلهة شوشان في عيلام.
كان يُنظر إلى لاجامال باعتباره إلهًا للعالم السفلي، وبهذه الصفة يمكن ربطه بنرغال بلاد ما بين النهرين أو إينشوشيناك العيلامي. في المصادر الرافدينية، كان والده هو أوراش، الإله الوصي على دلبات. وفي شوشان، شكل لاجامال ثنائيًا مع إشميكاراب، وهو إله مرتبط بالقانون والعدالة، في حين تشير الوثائق من ماري إلى أنها كانت مرتبطة في تيرقا بالإله المحلي إيكسودم.

## شخصية
اسم لاجامال يعني "لا رحمة" في اللغة الأكدية. وفقًا لـ ويلفريد ج. لامبرت، يشير التحليل النحوي إلى أنها صيغة مصدر منفية. تشمل التهجئة المعتمدة دلا-جا-ما-ال و دلا-جا-مال و دلا-قا-ما-ال و دلا-قا-مار و دلا-جا-مار و دلا-جا-ما-رو. إن التهجئات التي تنتهي بحرف الراء تقتصر على المصادر الآشورية الحديثة. هناك متغير آخر، وهو دلا-جا-ميل، لاجاميل، "بلا رحمة"، وهو معروف من تعويذة واحدة من دير، وهي مدينة لم يتم توثيق تقاليدها الكتابية بشكل جيد. وقد اقترح أيضًا أن اسم دشو-نو-جي المعروف من نقشين ختمين هو ترجمة سومرية لكلمة لاجامال. لوغال-شونوجيا (بالأكدية: بيل-لاجامال)، "السيد عديم الرحمة"، الذي يظهر في قائمة الآلهة أن أنوم (اللوح السادس، السطر 70) دون ملاحظة توضيحية، قد يمثل لقبًا مرتبطًا اشتقاقيًا.
كان لاجامال مرتبطًا بالعالم السفلي. يصفه ووتر هنكلمان بأنه كان يؤدي دور المدافع عن الشيطان في المعتقدات المتعلقة بحكم الأرواح في الحياة الآخرة الموثقة في النصوص من شوشان. كما أن مانفريد كريبرنيك يقبل أيضًا إمكانية أن يكون لاجامال قد خدم كمتهم في محاكمة الموتى.
بُذلت محاولات لوضع لاجامال في فئة الآلهة التي تمثل الأبطال أو الأسلاف المؤلهين، والتي غالبًا ما يُفترض أن إيتور-مير وياكروب-إيل ينتميان إليها، ولكن وفقًا لجاك م. ساسون، كما هو الحال في حالة لاتاراك وإيلابا، فإن هذا الافتراض غير صحيح.

### جنس
في أغلب المصادر المتاحة، يُنظر إلى لاجامال على أنه إله ذكر. كان الموقع الوحيد الذي أشار فيه هذا الاسم بلا منازع إلى إلهة وليس إلهًا هو مدينة تيرقا في بلاد ما بين النهرين العليا في سوريا، كما يشير نص الاسم مسبوقًا بحرف تحديد مزدوج حصري للأسماء المؤنثة، مما أدى إلى كتابة د. نين لا-جا-ما-ال. بينما والتر هينز، وهو أحد الباحثين الأوائل في المصادر العيلامية، افترض أن لاجامال شخصية أنثوية في النصوص من شوشان، ويعتبر ويلفريد ج. لامبرت وباحثون آخرون هذا الاستنتاج غير صحيح.

## الارتباطات مع الآلهة الأخرى
كان يُنظر إلى لاجامال على أنه ابن أوراش، الإله الوصي على دلبات (لا ينبغي الخلط بينه وبين إلهة الأرض التي تحمل الاسم المماثل). تم تأكيد العلاقة بينهما من خلال مقطع من قائمة الآلهة آن أنوم (اللوح الخامس، السطر 45). كانت والدته نينجال. في قائمة آلهة العصر البابلي الحديث من معبد نابو في بابل يظهر لاجامال بعد أوراش ونينجال. في تعويذة ضد آفات الحقل، يظهر لاجامال إلى جانب إله أوراش (الإله المرافق) إيبتي-بت.
النص أي إف كي 2 وقائمة الآلهة آن أنوم (اللوح السادس، السطر 8) يساوي بين لاجامال ونرغال.
في شوشان، ارتبط لاجامال بإشميكاراب وقاضي العالم السفلي إينشوشيناك. يشير ناثان واسرمان إلى لاجامال وإشميكاراب باعتبارهما زوجين.
تشير نسخة آشورية متأخرة من نص بابلي إلى لاجامار باعتباره "ملك ماري" (لوغال ša Mā-riki )، على الرغم من أن الإله نادرًا ما تم إثباته في الوثائق من تلك المدينة. تربط المصادر المتعلقة برحلات تمثال لاجامال من تيرقا بالإله إيكسودم، الذي ربما اشتق اسمه من عبارة "استولى". في آن أنوم يشير نفس الاسم إلى أحد كلاب مردوخ ، ولكن من غير المعقول أن يُفهم إيكشودوم الآخر أيضًا على أنه تابع للإله الوصي لبابل.

## عبادة
أقدم شهادة على عبادة لاجامال هي نقش ختم من العصر السرجوني. وقد تم إثبات وجود تماثيل لهذا الإله في وثائق من أور تعود إلى فترة أور الثالثة. كان يوجد معبد مخصص للاجامال في دلبات، وتعد مظاهر التفاني الشخصي، مثل استخدام صيغة "خادم لاجامال"، شائعة في الوثائق من هذا الموقع.
وكانت مدينة تيرقا الواقعة في سوريا مدينة أخرى انتشرت فيها عبادة هذا الإله على نطاق واسع. يسجل خطاب أرسله كبري داجان، الحاكم المحلي، إلى ملك ماري رحلة طقسية لتماثيل لاجامال وإله محلي آخر، إيكسودم، إلى تيرقا، بالإضافة إلى التضحيات لهذين الإلهين. ومن المعروف أيضًا وجود احتفالات مماثلة تكريمًا لآلهة أخرى، مثل داجون أو بيليت ناجار. وبما أن الرسالة نفسها تذكر أن المطر بدأ بعد انتهاء رحلة الآلهة، فقد اقترح البعض أن الغرض من ذلك كان التأثير على الطقس. تطلب رسالة مختلفة من مسؤول غير معروف وصول لاجامال وإيكسودوم، بينما تنص رسالة أخرى على أن هذه الآلهة لا يمكنها السفر إلا في وقت السلم، وتحتاج إلى أن يرافقها مائة جندي. وتنص وثيقة أخرى على أن الحكم صدر من قبل كبري داجان و"قاضي الملك" (ديان شريم) أمام لاجامال وياكروب إيل. ومن المعروف أيضًا وجود استفسار وسيط الوحي من أرشيفات ماري يتعلق بالعدد الصحيح للقرون الموجودة على تاج لاجامال، مع ذكر اثنين وأربعة وثمانية كإجابات محتملة. تشير ختمتان من تل الرماح إلى أن الحاكم المحلي، آشكور آدو، استخدم ختمًا منقوشًا عليه اسم لاجامال.
الأسماء الثيوفورية التي تستحضر اسم لاجامال موثقة جيدًا في المصادر من دلبات منذ فترة بابل القديمة، ولكنها كانت نادرة في أماكن أخرى في بلاد ما بين النهرين، مع الأمثلة المعروفة الوحيدة القادمة من سيبار (سبعة شهادات، من المحتمل أن يشير أحدها إلى رجل من دلبات)، ولارسا (شهادتان)، وماري (ثلاث شهادات، من المحتمل أن يشير اثنان منها إلى نفس الشخص) وكيشورا (شهادة واحدة). من الأمثلة على الاسم من دلبات هو لاجامال-جاميل، "لاجامال هو الشخص الذي ينقذ". كما تم العثور على أشياء كانت في الأصل مملوكة لرجل يحملها، وهو خادم الملك سومولائيل، أثناء أعمال التنقيب في تلمن هويوك في تركيا. وقد قيل إن الأسماء التي تستحضر اسم لاجامال من مدن أخرى غير دلبات يمكن افتراض أنها تشير إلى هجرة سكانها إلى أجزاء أخرى من بلاد ما بين النهرين، على غرار أسماء زبابا التي تشير إلى أصل عائلات الأشخاص الذين يحملونها في كيش.
يشير نص طبوغرافي متأخر، لم يتم تأليفه قبل القرن السابع قبل الميلاد، إلى أن لاجامال كان أحد الآلهة العديدة التي تم عبادتها في مجمع معبد إي-سارا في آشور. في حين أنها كانت مخصصة للإله آشور، على عكس إنليل مثل اسمها السابق الذي كان جزءًا من إيكور في نفر، وفقًا لأندرو ر. جورج، فمن المحتمل أن بعض الأضرحة الموجودة فيها على الأقل كانت مصممة على غرار تلك الموجودة في المدينة الأخيرة، كما يتضح من وجود واحد مخصص لنينيما بينهم. قراءة اسم المزار المخصص لـ لاجامال، IM.إن كلمة شيد-كورا، وبالتالي معناها، ليست مؤكدة تمامًا.

### استقبال العيلامي
وقد تم التعرف على إشارات إلى لاجامال في المصادر العيلامية أيضًا. تم تقديمه إلى عيلام في الألفية الثانية قبل الميلاد. مثل هدد، وشالا، وبينيكير، ومنزات، وناهونتي، كان يُعبد في الغالب في الجزء الغربي من هذه المنطقة، بالقرب من شوشان، كان أحد المواقع المرتبطة به بشكل خاص هو تشوغا باهن ويست. كانت بعض معابده أمثلة على ما يسمى بـ سيان هوسام ، "المعابد في البستان"، والتي ربما كانت لها وظائف جنائزية، على الرغم من الإشارة إلى أن بعضها كانت تنتمي إلى آلهة ليس لها مثل هذه الجمعيات، مثل مانزات أو سيموت. كان أحد هذه الهياكل، المخصص بشكل مشترك للاجامال وإينشوشيناك، يقع في بيت هولمي.
يذكر العديد من الحكام العيلاميين هياكل مخصصة للاجامال في نقوشهم: وفقًا لنقوشه، قام شيلهاك-إينشوشيناك بترميم معبد للاجامال في شوشان، بالإضافة إلى سيان هوسام مخصص له ولإينشوشيناك في تشوغا بان ويست. ويذكر أيضًا أنه قام بإصلاح أحد هذه دور العبادة وخصصها مجددًا للاجامال وإينشوشيناك، باعتبارهما آلهته. كوتير-ناهونتي [خطأ: تحقق من وسيط ورمز اللغة] قام بترميم (بوابة عظيمة) في لاجامال في شوشان.
الأسماء الإلهية التي تستحضر لاغامال معروفة من المصادر العيلامية. تم التعرف على واحد في نصوص من هفت تبه، ويُفترض أنه يتوافق مع كابناك القديمة. علاوة على ذلك، هناك نقش شوتروك-ناهونتي الثاني [خطأ: تحقق من وسيط ورمز اللغة]، الذي حكم بين 716 و699 قبل الميلاد، يذكر فردًا يحمل اسم شيلهانا-هامرو-لاجامال، من المحتمل أن يكون ابن شيلهاك-إينشوشيناك، الأخ الأصغر لهوتيلوتوش-إينشوشيناك، وربما حاكمًا عيلاميًا في حد ذاته، والذي وفقًا لدانيال ت. بوتس يجب أن يرجع تاريخ حكمه إلى أوائل القرن الحادي عشر قبل الميلاد.
ذكر آشور بانيبال تمثالًا للاجامال من بين تلك التي حملها من سوسة كغنيمة. ومن غير المعروف حاليًا ما إذا كان قد استمر عبادته في عيلام بعد ذلك الحدث.

## أهمية لاحقة
تربط نظرية راسخة بين المجموعة العيلامية إينشوشيناك، ولاجامال، وإشميكاراب والمعتقد الزرادشتي اللاحق بأن الأرواح بعد الموت يحكم عليها مثرا، وسروشا، وراشنو. ومع ذلك، فإن هذا الرأي غير مقبول عالميًا، وقد أُشير إلى أنه في حين أن أسماء كل من سراوشا وإشميكاراب مرتبطة اشتقاقيًا بمصطلحات تتعلق بالسمع، فإن وظائف راشنو ولاجامال في التقاليد التي ينتميان إليها لا يبدو أنها متشابهة.
وقد اقترح أن اسم الملك العيلامي التوراتي كدرلعومر، المذكور في سفر التكوين 14: 1-17، هو شكل فاسد من اسم افتراضي حيث يعمل لاجامال كعنصر ثيوفوري. تم استعادة الشكل الأصلي المحتمل للاسم بشكل مضاربي على أنه كودور-لاجمال أو كوتير-لاجمال، حيث يعني العنصر الأول "الحماية" في الأكدية أو العيلامية على التوالي، ولكن في وقت مبكر من عام 1869، شكك ثيودور نولدكه في تاريخية كدرلعومر. لم يتم التعرف على أي حاكم عيلامي يحمل مثل هذا الاسم في المصادر التاريخية.